# Berichte der Schweizerischen Botanischen Gesellschaft
Berichte der Schweizerischen Botanischen Gesellschaft (abreviado Ber. Schweiz. Bot. Ges.) es una revista ilustrada y con descripciones botánicas que fue editada en Suiza desde el año 1891 hasta 1981 con el nombre de Bericht der Schweizerischen Botanischen Gesellschaft. Bulletin de la Société Botanique Suisse. Fue reemplazada por Botanica Helvetica.